# Bliźniaki (szaradziarstwo)
Bliźniaki – szaradziarskie zadanie, w którym dwa diagramy mają identyczne kontury oraz taki sam układ liter słów do odszukania, ale same wyrazy różnią się między diagramami. Warianty gry obejmują:
- bliźniaki biliterowe, gdzie do każdego pola wpisuje się po dwie litery,
- bliźniaki sylabowe, gdzie używa się sylab zamiast liter,
- bliźniaki półobrazkowe, w których zamiast definicji w jednym z diagramów podano rysunki przedstawiające poszukiwane wyrazy[1].